# 鸡笼鲳属
鸡笼鲳属（学名：Drepane）又名帘鲷属，属輻鰭魚綱白鲳目（或传统上为广义鲈形目鲈亚目），是簾鯛科（Drepaneidae）的唯一一个属。

## 分類
白鲳科是本科的姐妹群，两者共同组成白鲳目。
雞籠鯧屬共有三个物种，如下：
- 非洲雞籠鯧（Drepane africana）
- 條紋雞籠鯧（Drepane longimana）：又稱條紋簾鯛。
- 斑點雞籠鯧（Drepane punctata）：又稱斑點簾鯛。